# The Philippine Star
The Philippine Star (zapis stylizowany: The Philippine STAR) – filipiński dziennik wydawany w języku angielskim. Został założony w 1986 roku.